# NGC 3884
NGC 3884 é uma galáxia espiral (S0-a) localizada na direcção da constelação de Leo. Possui uma declinação de +20° 23' 29" e uma ascensão recta de 11 horas, 46 minutos e 12,1 segundos.
A galáxia NGC 3884 foi descoberta em 27 de Abril de 1785 por William Herschel.